# Chiesa di Santa Maria Immacolata (Calvatone)
La chiesa di Santa Maria Immacolata è la parrocchiale di Calvatone, in provincia e diocesi di Cremona; fa parte della zona pastorale 5. 

## Storia
La primitiva chiesa di Calvatone, dedicata ai Santi Biagio, Giulia e Bernardino, fu citata per la prima volta nel 1385. Da un documento del 1603 si apprende che il vicariato foraneo di Calvatone comprendeva sei parrocchie. Nel 1779 i parrocchiani erano 1243, saliti a 1284 nel 1786 e a 1380 nel 1808. 
I lavori di costruzione della nuova chiesa, progettata da Giacomo Moraglia nel 1844, iniziarono nel 1855; l'edificio fu ultimato nel 1859 e consacrata il 2 ottobre 1859 dal vescovo di Cremona Antonio Novasconi.
La chiesa venne aggregata al vicariato di Piadena nel 1972 e restaurata nel 2016.